# 約翰·佩恩 (昆士蘭州政治家)
約翰·佩恩（英語：John Payne，1860年11月9日—1928年1月14日）是昆士蘭州立法會的其中一位議員。